# 秋月致
秋月 致（あきづき いたす、1878年1月26日 ー 1963年5月）は、日本基督教会の牧師。1918年から25年間、日本統治時代の朝鮮京城で牧師を務めた。植村正久門下。

## 人物・来歴
1878年（明治11年）、徳川慶喜の御典医、柏原孝章の三男として静岡市に生まれる。致（いたす）は徳川慶喜が命名。静岡師範学校附属小学校、静岡県尋常中学校卒業。尋常中学では、兄の柏原知格が結成した城内倶楽部（静岡中学野球部の前身）に所属した。第四高等学校在学中にクリスチャンとなり、1908年（明治41年）東京帝国大学法科卒業後、直ちに牧師となった。
「父が福沢諭吉と同門の親友で維新前後のハイカラであったため、科学的精神を尊重し、無宗教、伝説打破、個人の自由を標榜し、運動を奨励、健康で体格の良いことを誇りとしたが、このような家庭に成長した私がどのようなものに成ったかと言えば、放縦我侭、傲慢軽率、胸中燃える野心を抱蔵する一個の始末に負えぬ人物と成った。…常に学校においては教師を蔑視し、教師を苦しめた」と若い時代を述懐している。
静岡尋常中学校で世話になった山本良吉と四高にいた西田幾多郎が同窓で親友同士であったことから、致の四高入学時、山本は西田に丁寧な紹介状を書いている。金沢教会に通って1年後の1900年（明治33年）暮れ、「祈祷会の席上に於いて、忽如大なる光に撃たれ」、受洗。半年後、四高を退学し伝道の道を志す決心をしたが、西田が致の下宿を訪ね「今は勉学を続け、大学を出てからもなお志が変わってなければ、伝道の道に進むようにしては」と諭され、その勧めに従い、三三塾（三々塾）で、学業を続けた。
内村鑑三のグループに、親しい友人である鈴木與平、倉橋惣三がいたため、東京では内村門下に入る計画を立てていたが、四高卒業が近づいた頃、明治学院を辞し、教授として金沢に赴任した水芦幾次郎から熱心に植村正久を推められ、その門を叩くことになり一番町教会の会員となった。その後、内村鑑三とも直接会い交わることとなる。
1908年（明治41年）秋、植村から「君、市ヶ谷教会の牧師にならんかね」と言われ、市ヶ谷教会の牧師となる。
1911年（明治44年）春には植村から、6ヶ月間無牧の京城日本基督教会を応援して来るよう話があり、6月に京城へ行き、11月に東京に帰った。これが京城での活動のきっかけとなる。
1918年（大正7年）、京城日本基督教会では、井口弥寿男牧師が病気で辞職したため、後任として招聘されることになった。5月（別の記録では4月）に、家族とともに京城に移る。当時の教会員に、渡辺暢、高橋慶太郎 、大村卓一、外村義郎ら。
京城貞同教会（京城日本基督教会）に25年勤め、64歳で辞任。朝鮮の南端馬山（マサン）教会において11ヶ月。1943年（昭和18年）4月に福岡に引き上げ、福岡渡辺通教会で牧師を務めた。1945年（昭和20年）8月15日終戦。京城からの引揚者を福岡で迎える。引揚者の収容施設がなく、福岡渡辺通教会牧師館が引揚者の目的地となった。
晩年は結核の療養所・病院の訪問伝道に専念、1963年（昭和38年）1月、85歳で引退した。

## 生命尊重の希望
1919年、三・一運動が起きる。運動が激しかった京畿道水原郡郷南面提岩里で、4月15日、日本の憲兵が住民を教会に集めて火をかけた上に銃撃し20人以上を虐殺するという事件が発生した（提岩里教会事件を参照）。
この提岩里教会事件（水原の騒擾）について、4月19日付の東京日日新聞は、18日付の京城電報によって、「（天道教・キリスト教）教徒多数騒擾し、憲兵警察出動解散を命じしも応ぜず、かえって反抗暴行せしかば発砲解散せしめ、暴民の死者20名、家屋十数戸小説せり」と報じた。
これに対して致は、5月1日付福音新報に『生命尊重の希望』を投稿、事実は全く異なっていることを明確に伝えた上で「事件につき、多言を弄せず、ただクリスチャンたるもの、今後いっそう、国民に向けて、人の命がいかに大切であるかをはっきり知らしめることに力を尽くすことを願ってやまない」とだけ語った。
「去る四月十九日発行の東京日々新聞所載の記事に暴民の死者二十、軍隊の砲火に家屋十数焼く水原の騒擾と題し京幾道水原郡郷南面提岩里基督教教会堂の教徒多数騒擾し憲兵警官行動解散を命ぜしも応ぜず却つて反抗暴行せしかば発砲解散せしめ暴民の死者二十家屋十数戸焼失せり（十八日京城電報）とあり右と大同小異の記事此地の新聞にも出て居りしが右は全然事実の真相を誤れるもの同村の基督教徒十数名天道教徒二十余名は始め要談あれば教会堂に集合せよと命ぜられしものにて命令に従って集合の結果は忽ちにして会堂に集まれる殆ど全部の者に死し続いて同村の殆ど全部四十戸は焼失といふことなりしなり。
　余は今右の事実に付き多言を用ゆるを好まず唯基督者たるもの今後一層国民に向ひ人間の生命の如何に尊貴なるかを明確に知らしむる事に努力せられん事を願ふて止まざるなり。」 ー『福音新報』1919（大正8）年5月1日、1244号

## 家族
- 祖父：柏原謙好 : 長崎でシーボルトから種痘を学び[1]、三男一女を儲けた。
- 父：柏原孝章 : 謙好の三男。緒方洪庵に師事。慶喜が京都守護職の頃に侍医となり江戸、水戸、駿府に従い、現在の静岡市葵区紺屋町で開業した。
- 長兄：柏原省私
- 次兄：柏原知格[14][15] : 海軍主計大佐。静中野球部（現在の静岡高校野球部）の始祖[16]。

※省私（しょうし）、知格（ちかく）、致はいずれも徳川慶喜が『大学』から命名した。
- 長男：秋月孝久
- 次男：秋月徹
- 孫：秋月望（明治学院大学名誉教授）